# أبو لازاريدس
أبو لازاريدس (بالفرنسية: Apo Lazaridès)‏ مواليد 16 أكتوبر 1925 في مارليس ليه مينيس، فرنسا - الوفاة 30 أكتوبر 1998 في كان، كان دراج فرنسي في صنف سباق الدراجات على الطريق.

## وصلات خارجية
- الموقع الرسمي